# Duće
Duće so naselje z okoli 1.500 do 1.600 prebivalci na Hrvaškem, ki upravno spada pod občino Dugi Rat; le-ta pa spada pod Splitsko-dalmatinsko županijo.
Naselje in manjši pristan ležijo okoli 4 km zahodno od Omiša ob magistralni cesti Split - Dubrovnik. V letih 1960−70 so tu zgradili številne turizmu namenjene hiše in nekaj avtokampov. Kraj ima slikovito, dolgo peščeno plažo.
Naselje Duće obsega naslednje zaselke in predele: Luka, Rogač, Vavlje, Golubinka, Glavica in Dočin.  

## Demografija
| Pregled števila prebivalcev po letih | Pregled števila prebivalcev po letih | Pregled števila prebivalcev po letih | Pregled števila prebivalcev po letih | Pregled števila prebivalcev po letih | Pregled števila prebivalcev po letih | Pregled števila prebivalcev po letih | Pregled števila prebivalcev po letih | Pregled števila prebivalcev po letih | Pregled števila prebivalcev po letih | Pregled števila prebivalcev po letih | Pregled števila prebivalcev po letih | Pregled števila prebivalcev po letih | Pregled števila prebivalcev po letih | Pregled števila prebivalcev po letih |
| ------------------------------------ | ------------------------------------ | ------------------------------------ | ------------------------------------ | ------------------------------------ | ------------------------------------ | ------------------------------------ | ------------------------------------ | ------------------------------------ | ------------------------------------ | ------------------------------------ | ------------------------------------ | ------------------------------------ | ------------------------------------ | ------------------------------------ |
| 1857                                 | 1869                                 | 1880                                 | 1890                                 | 1900                                 | 1910                                 | 1921                                 | 1931                                 | 1948                                 | 1953                                 | 1961                                 | 1971                                 | 1981                                 | 1991                                 | 2001                                 |
| 78                                   | 179                                  | 166                                  | 183                                  | 189                                  | 224                                  | 226                                  | 357                                  | 171                                  | 253                                  | 262                                  | 416                                  | 420                                  | 1345                                 | 1640                                 |